# Convent de San Basilio (Sevilla)
El convent de San Basilio, també conegut com a col·legi de San Basilio va ser un convent sota l'advocació de Sant Basili Magne fundat a la ciutat de Sevilla l'any 1593 per Nicolao Griego Triarchi, un mercader nascut a Citera i d'origen xipriota que després de fer fortuna a Valdivia (Virregnat del Perú), es va establir a la ciutat, on va morir el 1598.
El fundador va llegar en el seu testament diverses quantitats per a la construcció de la fàbrica de l'església, la seva sepultura i el retaule de la capella major, pel qual va donar 1.000 ducats. El seu testamentari, la Casa de la Misericòrdia, va contractar l'obra del retaule amb l'assemblador Fernando de los Ríos el 1635, i va ser finalitzat el 1738. Les seves divuit pintures van ser encarregades a Francisco Herrera el Vell, encara que també hi devien participar el seu germà Juan Herrera i el seu propi fill, Francisco de Herrera el Jove. En l'actualitat les pintures es troben repartides entre el Museu de Belles Arts de Sevilla i el Museu del Louvre, i unes altres estan desaparegudes.
L'any 1597 el gremi d'hortolans de la ciutat va fundar al convent la confraria de nostra Senyora de l'Esperança, que va ser traslladada el 1653 a l'església de Sant Gil al barri de la Macarena, prenent aquest nom com a advocació, sent en l'actualitat la Germandat de l'Esperanza Macarena. Es creu que la imatge de María Santíssima de l'Esperanza Macarena, una de les titulars venerades per la germanor procedeix d'aquest convent.
La Germandat de la Lanzada també va tenir capella en aquest convent, que va ser arrasada pels francesos el 1810 durant la Guerra del Francès, resultant calcinades les imatges de la Mare de Déu de la bona Fi, les tres Maries i el Longinos.
La comunitat de religiosos va ser extingida oficialment el 1836, encara que l'immoble ja portava temps buit.